# うまレボ!
『うまレボ!』は、フジテレビにて、2025年1月5日（4日深夜）から放送している毎週日曜日未明（土曜日深夜）の競馬情報バラエティ番組。

## 概要
本番組では、競馬ビギナー（開始時点）のタレントである「ゆうちゃみ」が、競馬好きの父親という立場に立つDAIGOと共に、競馬番組に革命を起こしてゆく。
ロケ主体のロケバラエティとなる。

## 出演者
- ゆうちゃみ（タレント）
- DAIGO（ロック歌手）
- 佐野瑞樹（フジテレビアナウンス室 シニア局次長待遇）
- 佐藤賢治（ナレーター）

## スタッフ
- 統括プロデューサー：小室俊一
- チーフディレクター：安藤太郎
- ディレクター：安倍洋平、石岡孝利
- 制作：フジテレビスポーツ局スポーツ制作センター
- 制作著作：フジテレビジョン

## ネット局
| 放送地域   | 放送局                      | 系列           | 放送日時                     |
| ---------- | --------------------------- | -------------- | ---------------------------- |
| 関東広域圏 | フジテレビ（CX） （制作局） | フジテレビ系列 | 日曜 1:15 - 1:45（土曜深夜） |
| 北海道     | 北海道文化放送（UHB）       | フジテレビ系列 | 日曜 1:15 - 1:45（土曜深夜） |
| 宮城県     | 仙台放送（OX）              | フジテレビ系列 | 日曜 1:15 - 1:45（土曜深夜） |
| 福島県     | 福島テレビ（FTV）           | フジテレビ系列 | 日曜 1:15 - 1:45（土曜深夜） |
| 新潟県     | NST新潟総合テレビ（NST）    | フジテレビ系列 | 日曜 1:15 - 1:45（土曜深夜） |
| 長野県     | 長野放送（NBS）             | フジテレビ系列 | 日曜 1:15 - 1:45（土曜深夜） |
| 静岡県     | テレビ静岡（SUT）           | フジテレビ系列 | 日曜 1:15 - 1:45（土曜深夜） |